# Мидвеј (Алабама)
Мидвеј (енгл. Midway) град је у америчкој савезној држави Алабама. По попису становништва из 2010. у њему је живело 499 становника.

## Демографија
Према попису становништва из 2010. у граду је живело 499 становника, што је 42 (9,2%) становника више него 2000. године.
| Група             | 2000.       | 2010.       |
| Белци             | 51 (11,2%)  | 53 (10,6%)  |
| Афроамериканци    | 406 (88,8%) | 444 (89,0%) |
| Азијати           | 0 (0,0%)    | 0 (0,0%)    |
| Хиспаноамериканци | 1 (0,2%)    | 3 (0,6%)    |
| Укупно            | 457         | 499         |